# Rhadinolontha mimetica
Rhadinolontha mimetica är en skalbaggsart som beskrevs av Gilbert John Arrow 1930. Rhadinolontha mimetica ingår i släktet Rhadinolontha och familjen Melolonthidae. Inga underarter finns listade i Catalogue of Life.